# Fabia de ambitu
Fabia de ambitu ('Fàbia de suborn') va ser una antiga llei romana establerta l'any 639 de la fundació de Roma (114 aC) que determinava el nombre d'acompanyants que podien portar els que es presentaven a unes eleccions per obtenir un càrrec. Sotmesa al poble, no va estar mai en vigor.